# Bryce Beeston
Bryce William Beeston (* 30. September 1947 in Whangārei) ist ein ehemaliger neuseeländischer Radrennfahrer.

## Sportliche Laufbahn
Beeston war im Straßenradsport aktiv. Er war Teilnehmer der Olympischen Sommerspiele 1968 in Mexiko-Stadt. Im olympischen Straßenrennen  war er ausgeschieden.
1969 fuhr er das britische Milk Race und wurde 49. im Endklassement. 1970 kam er in der Tour of Ireland auf den 5. Platz. Er holte einen Etappensieg in der Rundfahrt. Bei den Straßenradsport-Weltmeisterschaften wurde er 55. im Rennen der Amateure. Bei den Commonwealth Games 1970 belegte er beim Sieg von Bruce Biddle im Straßenrennen den 5. Platz.